# August Friedrich von Minnigerode
August Friedrich Freiherr von Minnigerode (* 16. Dezember 1687 in Sondershausen; † 17. November 1747 in Darmstadt) war ein deutscher Forst- und Staatsmann.

## Leben
Minnigerode stammt aus dem gleichnamigen Adelsgeschlecht und war Sohn des fürstlich-schwarzburgischen Oberjägermeisters und Kammerjunkers Hans von Minnigerode. 1704 kam er in den Dienst der Landgrafschaft Hessen-Darmstadt. Zunächst war er Page, später Hofjagdjunker. Nachdem er etwa zehn Jahre in der Landgrafschaft gedient hatte, stieg er im September 1714 zum Jägermeister auf. Am 2. Juni 1718 wurde er zum wirklichen Jägermeister für das Gebiet der gesamten Landgrafschaft und kurz darauf zum Oberforstmeister der Obergrafschaft Katzenelnbogen, der Niedergrafschaft Katzenelnbogen sowie der Herrschaft Eppstein ernannt. Am 24. November 1727 wurde er zum wirklichen Oberjägermeister befördert.
Minnigerode setzte sich für eine bessere Ausbildung des Forst- und Jagdpersonals ein, außerdem reformierte er den Femelbetrieb in Hessen-Darmstadt. Daneben bekämpfte er konsequent die Wilderei und den Holzdiebstahl. In diesem Kontext entstand auch der Schmähspruch am Griesheimer Haus „Mingerod, wärst du tot, hättest die Kränk und Schwerenot“. Seine Reformtätigkeit erstreckte sich vor allem auf den Zeitraum von 1720 bis 1730.
Minnigerod war mit Landgraf Ludwig VIII. freundschaftlich verbunden. Er verlieh ihm, nachdem Landgraf Ernst Ludwig von Hessen-Darmstadt ihn am 26. Juni 1737 zum Geheimen Kabinettsminister ernannt hatte, 1740 den Titel eines Geheimen Rats und machte ihn schließlich im Mai 1745 zu seinem Premierminister. In den Streitigkeiten dieser Zeit positionierte er als Premierminister Hessen-Darmstadt als einen neutralen Staat. Auf Veranlassung seines Landgrafen wurde er am 6. September 1746 von Kaiser Franz I. mit dem Titel „kaiserlicher Reichshofrat“ ausgezeichnet. Durch Ludwig VIII. wurde er auch Herr der Meierei Braunshardt.
Minnigerod wurde in der Gruft der Stadtkirche Darmstadt beigesetzt.